# 1859年太陽風暴

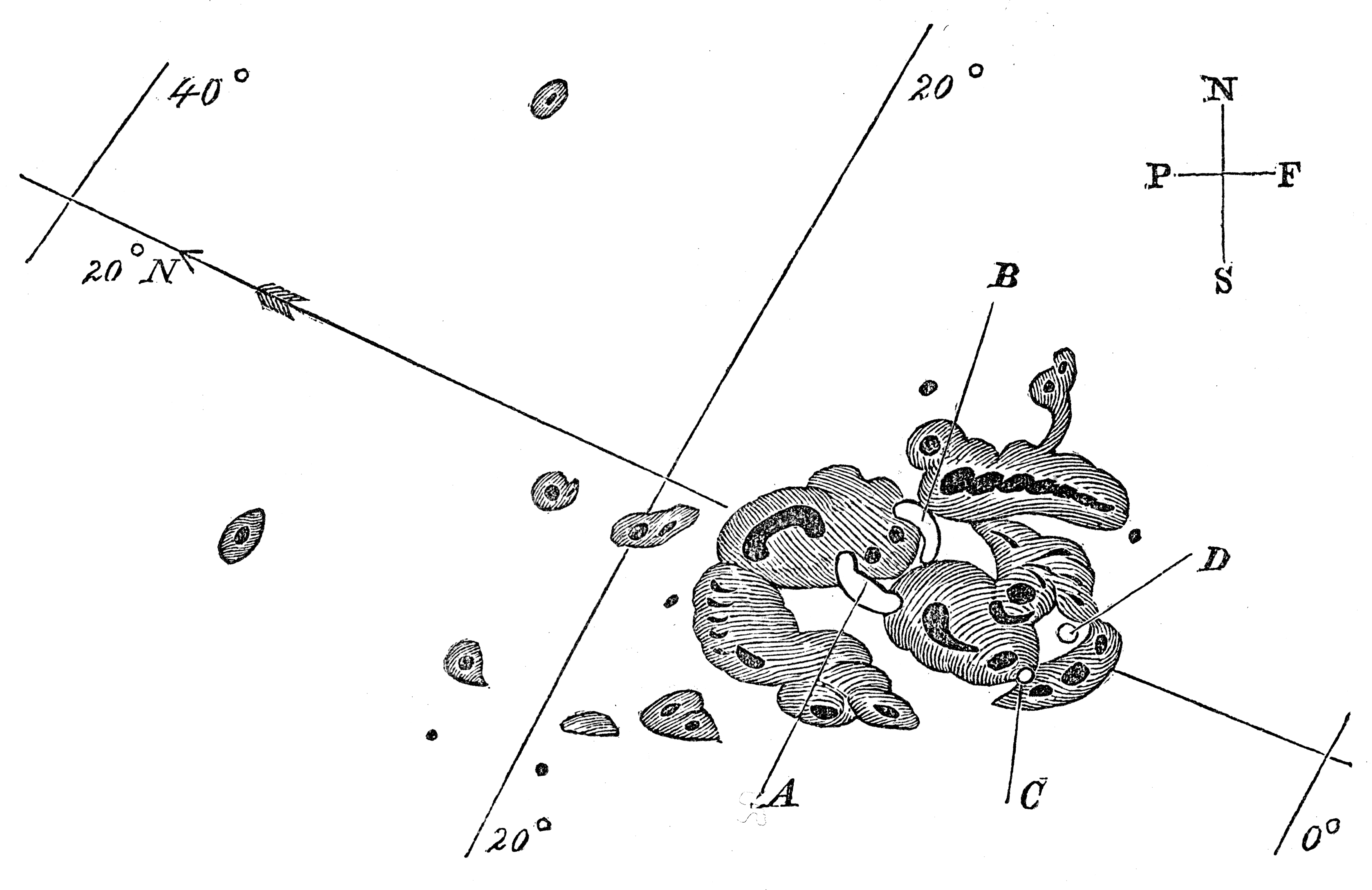
理查·卡靈頓描繪的1859年9月1日的太陽黑子。A和B標誌著一個強烈的明亮事件的初始位置，大約在5分鐘後移動到C和D，然後消失。

卡靈頓事件是在1859年9月1-2日，第10太陽週期（1855-1867年）期間的一場強大地磁風暴。太陽的日冕物質拋射撞擊地球磁場，並誘發有紀錄以來最大風暴。英國天文學家理查·卡靈頓和理查·霍奇森觀測與紀錄了太陽光球中相關的"白光閃焰"。這場風暴造成強烈的極光，並對電報系統造成嚴重破壞。現在，這個閃焰在國際天文學聯合會的標準識別字是SOL1859-09-01。
這種規模的太陽風暴如果發生在現代，將造成大範圍的電力中斷：停電，以及電網長期停電造成的破壞。2012年發生的一場太陽風暴強度與1859年的相似，它雖然也經過地球的軌道，但與地球通過該處相隔了9天，所以沒有對地球造成損害。

## 卡靈頓閃焰

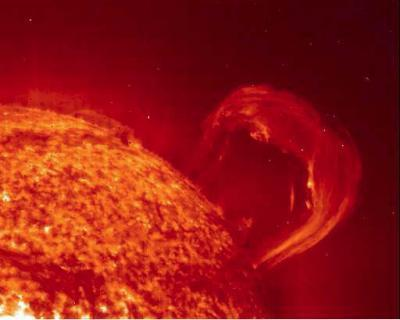
在1999年，接近太陽極大期時發生的一個閃焰。

就在第10太陽週期的極大期，1860.1之前的幾個月，從1859年8月28日至9月2日，太陽上出現了許多太陽黑子。在8月28日就觀測到夜晚的天空明亮且顏色多變，新英格蘭地區的各種報紙在這之後都有相關的報導。在8月29日，在南半球的澳洲最北方的昆士蘭州都能看到南極光 。就在9月1日中午之前，英國業餘天文學家理查·卡靈頓和理查·霍奇森分別記錄了對太陽閃焰最早的觀測。卡靈頓和霍奇森都各自提出了報告，於1859年11月的英國皇家天文學會的會議上展示它們對此一事件的描述，並同時發表在皇家天文學會月報上。
閃焰和結合的主要日冕物質拋射直接撲向地球，僅耗費17.6小時就完成1億5千萬公里的旅程。一般的日冕物質拋射需要幾天的時間才會抵達地球，因此們認為此一日冕物質拋射的相對高速，可能與前一次的日冕物質拋射有關。可能是8月29日的大型極光事件為卡靈頓事件清空了周圍的道路，讓太陽風中的電漿暢行無阻。
因為地磁對太陽閃焰的效應（magnetic crochet），在喬城天文台的蘇格蘭物理學家巴爾弗·斯圖爾特使用磁強計記錄了29日和30日的磁暴（因此也稱為斯圖爾特超級閃焰），讓卡靈頓懷疑日地之間的關係。美國數學家伊萊亞斯·羅密士編撰並發表了有關1859年磁爆對全球影響的報告，支持卡靈頓和斯圖爾特的觀測。

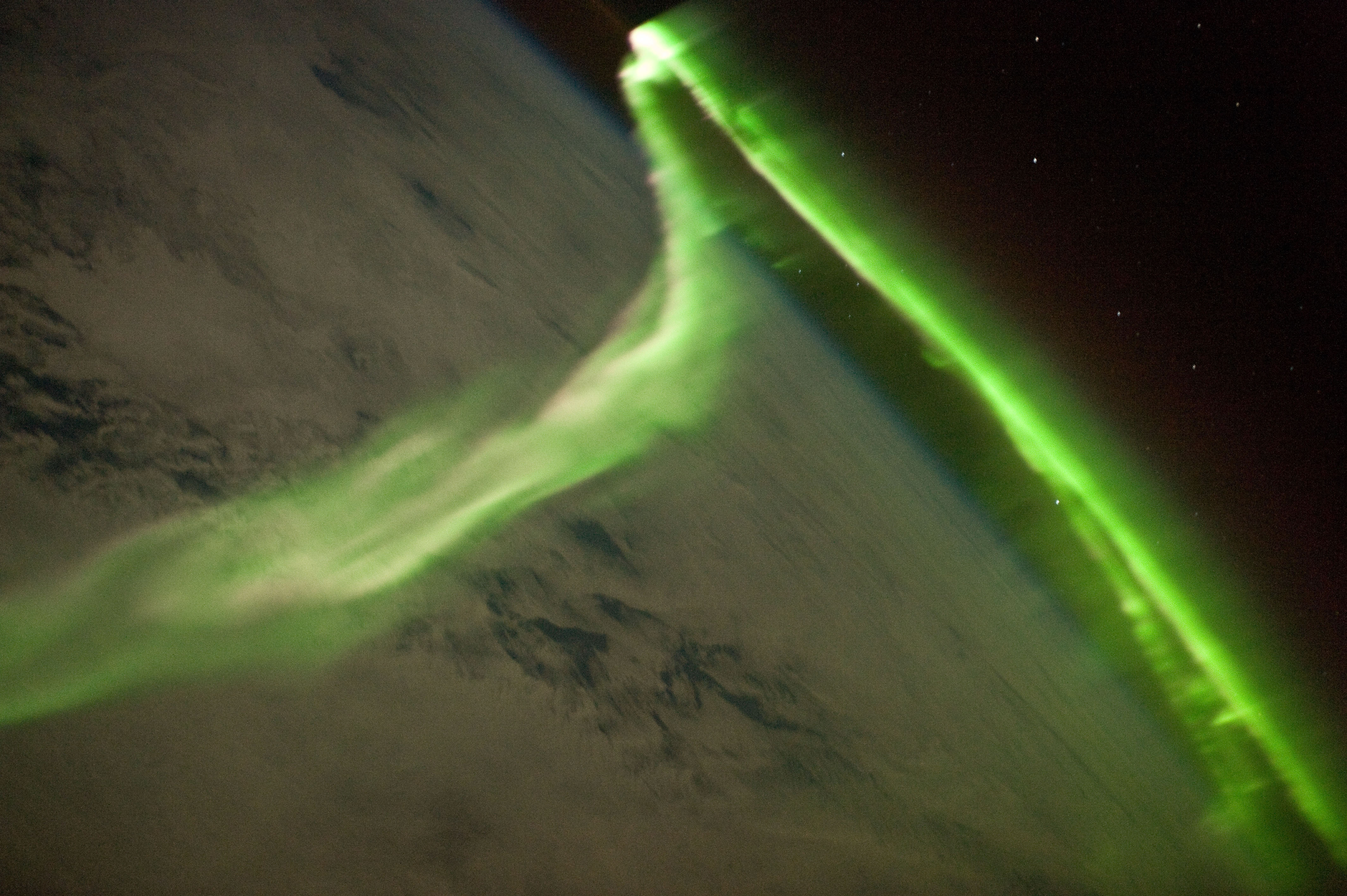
2010年5月24日，從國際太空站（ISS）拍攝到的極光，極有可能是由日冕物質拋射引起的磁暴產生。

1859年9月1日至2日，發生了一次最強的磁暴（由地面磁強計記錄）。極光出現在世界各地，北半球的極光在加勒比海地區都可以看見；在美國，洛磯山脈上空非常明亮，光芒將當地金礦的工人驚醒，使他們誤以為天亮了，而開始準備早餐。美國東北部的人們可以在極光下閱讀報紙。從兩極到在墨西哥中部的低緯度地區都能看見極光。昆士蘭、古巴、夏威夷、日本和中國的南部，甚至在靠近赤道的低緯度地區 ，例如哥倫比亞，都能看見極光。估計磁暴強度的範圍在-800nT.至-1750nT.。
遍布歐洲和北美洲的電報系統失靈，一些正在操作電報的人員遭到電擊 ，電報塔發出火花。 儘管一些電報機已經關掉了電源，但報務員仍然可以繼續發送和接收資訊。
1859年9月3日，星期六，"Baltimore American and Commercial Advertiser"報導： 
那些在週四深夜碰巧外出的人機緣湊巧目睹了一次壯麗的極光展示。如果可能的話，星期日晚間也會有非常相似的現象，光線也有可能會更為明亮，棱柱狀的色調也會更加豐富多彩。光線顯然像一片發光的雲彩，似乎覆蓋的整個天空，通過雲彩依然可見較亮的恆星發出隱約的光。這些光比滿月時的月光還要亮，但有一種難以形容的柔和和細膩，似乎把它所依靠的一切都包裹了起來。在子夜12點至1點之間，展示出最絢麗的景象時，在這奇異的光芒下，靜謐的都市街道呈現出既美麗又奇異的景象。

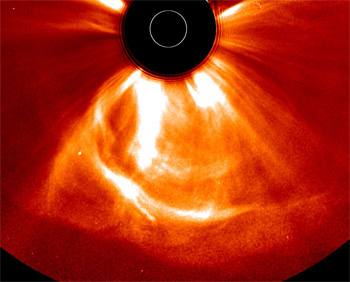
2012年和地球擦肩而过的大型CME

在1909年，一位澳大利亞的金礦工赫伯特(C.F. Herbert)在寫給珀斯的每日新聞的信中描述了他當時的觀察： 
我是在距離維多利亞鎮大約4英里的羅克伍德(Rokewood)挖金礦的礦工。我和兩位夥伴在晚上7點左右從帳篷向外望去，看到南方的天空中有一個巨大的倒影，大約半個小時後，出現了不知該如何形容的美麗景象。南方的天空發出各種顏色的光，如果可能的話，當一種顏色漸漸褪去，就會有另一種更美的顏色出現；光輝一直流到天頂，但到達天頂時，總是變成一種濃郁的紫色，也總是捲曲著，留下一片清澈的天空，這些始終維持在手臂伸直時約4根手指寬的範圍。在天頂北方的天空也被美麗的色彩照亮，也總是在天頂處捲曲，但因為南方和北方所有的顏色是對應的，因此被認為只是南方顯示的複製品。這是一個永遠不會被遺忘的景象，在當時被認為是最偉大的極光紀錄…。理性主義者和泛神論者看到大自然穿著它最精緻的長袍，認識到神聖的內在，永恆的法則、因果。迷信者和狂熱者有可怕的預感，他們認為這預示著世界末日和最終的毀滅
（页面存档备份，存于）。
在2013年6月，一家由倫敦勞埃德銀行和美國大氣與環境研究所的研究人員組成的合資企業，利用卡靈頓事件的數據估計，僅就美國而言，類似事件的成本高達0.6〜2.6兆美元，這相當於當時每年GDP的3.6%〜15.5%。

## 其它證據和類似事件
對含有豐富硝酸鹽的薄層冰芯進行分析，可以重建有可靠觀測之前的太陽風暴歷史。這是基於這樣的一個假設，即太陽的高能粒子會使氮電離，從而產生NO和其它的氮氧化物，這些化合物在與雪一起沉積之前不會在大氣中被稀釋。從1986年開始，一些研究人員聲稱來自格陵蘭冰芯的資料顯示了個別太陽質子事件的證據，包括卡靈頓。更多的冰芯研究對這一解釋提出了重大質疑，並表明硝酸鹽峰值可能不是太陽高能粒子事件的結果，而是由森林火災等事件引起的，也與已知森林火災羽流的其它化學特徵有關。事實上，在格陵蘭島和南極洲的岩芯中沒有發現一致性的硝酸鹽事件，因此這一假設現在受到懷疑。其它研究已經在樹輪的碳-14和冰芯的鈹-10中尋找到大型太陽閃焰和日冕物質拋射的特徵，發現在西元前774年有這樣的一個大型太陽風暴的特徵，同時也發現這樣的事件平均數千年才發生。
在1921年5月和1960年發生較不嚴重的風暴，當時報告有廣泛的無線電干擾。1989年3月的磁暴摧毀了加拿大魁北克省大部分地區的電力供應。在2012年7月23日觀測到一個"卡靈頓級"的太陽風暴（太陽閃焰、日冕物質拋射、太陽電磁脈衝）；好在它的軌道恰巧從地球邊緣掠過。

## 進階讀物
- Bell, Trudy E.; Phillips, Tony. . Science@NASA (science.nasa.gov). 2008-05-06  [2021-05-14]. （原始内容存档于2010-03-29）.
- Boteler, D. . Advances in Space Research. 2006, 38 (2): 159–172. Bibcode:2006AdSpR..38..159B. doi:10.1016/j.asr.2006.01.013.
- Boteler, D. . Advances in Space Research. 2006, 38 (2): 301–303. Bibcode:2006AdSpR..38..301B. doi:10.1016/j.asr.2006.07.006.
- . British Geological Survey. 2011  [2009-03-28]. （原始内容存档于2010-11-06）.
- Brooks, Michael. . New Scientist. 2009-03-23  [2009-03-28]. （原始内容存档于2009-03-22）.
- Burke, W.; Huang, C.; Rich, F. . Advances in Space Research. 2006, 38 (2): 239–252  [2021-05-14]. Bibcode:2006AdSpR..38..239B. doi:10.1016/j.asr.2005.07.085. （原始内容存档于2020-10-10）.
- Calvin, Robert Clauer; Siscoe, George L. (编). . Advances in Space Research. 2006, 38 (2): 115–388. doi:10.1016/j.asr.2006.09.002.
- Carrington, R. C. . Monthly Notices of the Royal Astronomical Society. 1859, 20: 13–5  [2010-09-12]. Bibcode:1859MNRAS..20...13C. doi:10.1093/mnras/20.1.13 . （原始内容存档于2017-03-20）.
- Clark, Stuart. . 2007. ISBN 978-0-691-12660-9.
- Cliver, E. W.; Svalgaard, L.  (PDF). Solar Physics. 2004, 224 (1–2): 407  [2021-05-14]. Bibcode:2004SoPh..224..407C. S2CID 120093108. doi:10.1007/s11207-005-4980-z. （原始内容存档 (PDF)于2011-08-11）.
- Cliver, E. . Advances in Space Research. 2006, 38 (2): 119–129  [2021-05-14]. Bibcode:2006AdSpR..38..119C. doi:10.1016/j.asr.2005.07.077. （原始内容存档于2017-09-23）.
- Green, J.; Boardsen, S. . Advances in Space Research. 2006, 38 (2): 130–135. Bibcode:2006AdSpR..38..130G. PMC 5215858 . PMID 28066122. doi:10.1016/j.asr.2005.08.054.
- Green, J.; Boardsen, S.; Odenwald, S.; Humble, J.; Pazamickas, K. . Advances in Space Research. 2006, 38 (2): 145–154. Bibcode:2006AdSpR..38..145G. doi:10.1016/j.asr.2005.12.021. hdl:2060/20050210157 .
- Hayakawa, H. . Publications of the Astronomical Society of Japan. 2016, 68 (6): 99. Bibcode:2016PASJ...68...99H. S2CID 119268875. arXiv:1608.07702 . doi:10.1093/pasj/psw097.
- Humble, J. . Advances in Space Research. 2006, 38 (2): 155–158. Bibcode:2006AdSpR..38..155H. doi:10.1016/j.asr.2005.08.053.
- Kappenman, J. . Advances in Space Research. 2006, 38 (2): 188–199. Bibcode:2006AdSpR..38..188K. doi:10.1016/j.asr.2005.08.055.
- Kemp, Bill. . A Page from Our Past. The Pantagraph (Bloomington, Ill.). 2016-07-31  [2020-05-02]. （原始内容存档于2021-05-14）.
- Li, X.; Temerin, M.; Tsurutani, B.; Alex, S. . Advances in Space Research. 2006, 38 (2): 273–279. Bibcode:2006AdSpR..38..273L. doi:10.1016/j.asr.2005.06.070.
- Manchester IV, W. B.; Ridley, A. J.; Gombosi, T. I.; De Zeeuw, D. L. . Advances in Space Research. 2006, 38 (2): 253–262. Bibcode:2006AdSpR..38..253M. doi:10.1016/j.asr.2005.09.044.
- Nevanlinna, H. . Advances in Space Research. 2006, 38 (2): 180–187. Bibcode:2006AdSpR..38..180N. doi:10.1016/j.asr.2005.07.076.
- Odenwald, S.; Green, J.; Taylor, W. . Advances in Space Research. 2006, 38 (2): 280–297. Bibcode:2006AdSpR..38..280O. doi:10.1016/j.asr.2005.10.046. hdl:2060/20050210154 .
- Ridley, A. J.; De Zeeuw, D. L.; Manchester, W. B.; Hansen, K. C. . Advances in Space Research. 2006, 38 (2): 263–272. Bibcode:2006AdSpR..38..263R. doi:10.1016/j.asr.2006.06.010.
- Robertclauer, C.; Siscoe, G. . Advances in Space Research. 2006, 38 (2): 117–118. Bibcode:2006AdSpR..38..117R. doi:10.1016/j.asr.2006.09.001.
- Shea, M.; Smart, D. . Advances in Space Research. 2006, 38 (2): 209–214  [2021-05-14]. Bibcode:2006AdSpR..38..209S. doi:10.1016/j.asr.2005.03.156. （原始内容存档于2021-03-08）.
- Shea, M.; Smart, D.; McCracken, K.; Dreschhoff, G.; Spence, H. . Advances in Space Research. 2006, 38 (2): 232–238  [2021-05-14]. Bibcode:2006AdSpR..38..232S. doi:10.1016/j.asr.2005.02.100. （原始内容存档于2021-03-08）.
- Shea, M.; Smart, D. . Advances in Space Research. 2006, 38 (2): 313–385  [2021-05-14]. Bibcode:2006AdSpR..38..313S. doi:10.1016/j.asr.2006.07.005. （原始内容存档于2021-03-08）.
- Silverman, S. . Advances in Space Research. 2006, 38 (2): 136–144. Bibcode:2006AdSpR..38..136S. doi:10.1016/j.asr.2005.03.157.
- Silverman, S. . Advances in Space Research. 2006, 38 (2): 200–208. Bibcode:2006AdSpR..38..200S. doi:10.1016/j.asr.2005.03.158.
- Siscoe, G.; Crooker, N.; Clauer, C. . Advances in Space Research. 2006, 38 (2): 173–179. Bibcode:2006AdSpR..38..173S. doi:10.1016/j.asr.2005.02.102.
- Smart, D.; Shea, M.; McCracken, K. . Advances in Space Research. 2006, 38 (2): 215–225  [2021-05-14]. Bibcode:2006AdSpR..38..215S. doi:10.1016/j.asr.2005.04.116. （原始内容存档于2021-02-26）.
- Solar Storm 1859 （页面存档备份，存于） at Solar Storms—Excerpts of Articles from Newspapers concerning the Carrington Event
- Townsend, L. W.; Stephens, D. L.; Hoff, J. L.; Zapp, E. N.; Moussa, H. M.; Miller, T. M.; Campbell, C. E.; Nichols, T. F. . Advances in Space Research. 2006, 38 (2): 226–231. Bibcode:2006AdSpR..38..226T. doi:10.1016/j.asr.2005.01.111.
- Tsurutani, B. T.; Gonzalez, W. D.; Lakhina, G. S.; Alex, S. . Journal of Geophysical Research. 2003, 108 (A7): 1268  [2021-05-14]. Bibcode:2003JGRA..108.1268T. doi:10.1029/2002JA009504 . （原始内容存档于2021-03-08）.
- Wilson, L. . Advances in Space Research. 2006, 38 (2): 304–312. Bibcode:2006AdSpR..38..304W. doi:10.1016/j.asr.2006.07.004.

## 外部連結
- Original Carrington's report（页面存档备份，存于）